# Peyrilhac
Peyrilhac [peʁijak], ou Pairilhac en occitan, est une commune française située dans le département de la Haute-Vienne, en région Nouvelle-Aquitaine.
Ses habitants sont appelés les Peyrilhacois.

## Géographie

### Localisation
Située à 15 km au nord de Limoges sur la N 147 reliant Limoges à Poitiers, la commune fait partie de l'agglomération de Limoges et du canton de Couzeix

### Communes limitrophes
Les communes limitrophes sont  Chamboret, Cieux, Nantiat, Nieul, Oradour-sur-Glane, Saint-Gence, Saint-Jouvent et Veyrac.
|                   | Chamboret           | Nantiat       |
| Cieux             | Peyrilhac           | Saint-Jouvent |
| Oradour-sur-Glane | Veyrac, Saint-Gence | Nieul         |

### Lieux-dits
La commune de Peyrilhac comprend 56 villages : l'Age, Banèche, Baraugout, la Béraudie, la Boisserie, Boissournet, les Borderies, le Boucaret, le Breuil, les Bruyères, les Cadophies, le Camp, la Cantine, la Châtaigneraie, Chauvour, Chavaignac, Conore, le Dejai, l’Étang de Conore, la Font-du-Breuilh, les Fosses, Fôt, Fourcelas, Gaudonneix, les Grenouilles, la Lande, Laurière, Lauriget, Lavaud, Maison-Neuve, le Mas d'Aixe, le Mas de la Vie, le Mas du Bost, Mont-Cocu, le Montezour, la Mothe, le Moulin-de-la-Roche, les Pâquerettes, la Petite-Roche, le Pic, le Picou, Pompadour, la Prade, le Puy-des-Elies, le Puy-Dieu, Puy-Seru, le Queyroix, la Roche, Trachaussade, la Tuilière, Vaugoulour, le Verger, la Vergne-Jourde, les Vergnes.
Elle compte également quelques habitations isolées ou lotissements nouveaux qui ne sont pas considérés comme des villages.

### Climat
Pour des articles plus généraux, voir Climat de la Nouvelle-Aquitaine et Climat de la Haute-Vienne.
Historiquement, la commune est exposée à un climat océanique limousin.  
En 2020, Météo-France publie une typologie des climats de la France métropolitaine dans laquelle la commune est exposée à un climat océanique altéré et est dans la région climatique  Ouest et nord-ouest du Massif Central, caractérisée par une pluviométrie annuelle de 900 à 1 500 mm, maximale en automne et en hiver.
Pour la période 1971-2000, la température annuelle moyenne est de 11,2 °C, avec une amplitude thermique annuelle de 14,8 °C. Le cumul annuel moyen de précipitations est de 1 035 mm, avec 13,7 jours de précipitations en janvier et 7,6 jours en juillet. Pour la période 1991-2020, la température moyenne annuelle observée sur la station météorologique la plus proche, située sur la commune de Nantiat à 7,1 km à vol d'oiseau, est de 12,0 °C et le cumul annuel moyen de précipitations est de 1 099,6 mm,. Pour l'avenir, les paramètres climatiques de la commune estimés pour 2050 selon différents scénarios d’émission de gaz à effet de serre sont consultables sur un site dédié publié par Météo-France en novembre 2022.

## Urbanisme

### Typologie
Au 1er janvier 2024, Peyrilhac est catégorisée commune rurale à habitat dispersé, selon la nouvelle grille communale de densité à sept niveaux définie par l'Insee en 2022.
Elle est située hors unité urbaine. Par ailleurs la commune fait partie de l'aire d'attraction de Limoges, dont elle est une commune de la couronne,. Cette aire, qui regroupe 127 communes, est catégorisée dans les aires de 200 000 à moins de 700 000 habitants,.

### Occupation des sols
L'occupation des sols de la commune, telle qu'elle ressort de la base de données européenne d’occupation biophysique des sols Corine Land Cover (CLC), est marquée par l'importance des territoires agricoles (73,2 % en 2018), en diminution par rapport à 1990 (75,4 %). La répartition détaillée en 2018 est la suivante : 
prairies (38,8 %), zones agricoles hétérogènes (26 %), forêts (25,5 %), terres arables (8,4 %), zones urbanisées (0,7 %), milieux à végétation arbustive et/ou herbacée (0,6 %). L'évolution de l’occupation des sols de la commune et de ses infrastructures peut être observée sur les différentes représentations cartographiques du territoire : la carte de Cassini (XVIIIe siècle), la carte d'état-major (1820-1866) et les cartes ou photos aériennes de l'IGN pour la période actuelle (1950 à aujourd'hui).

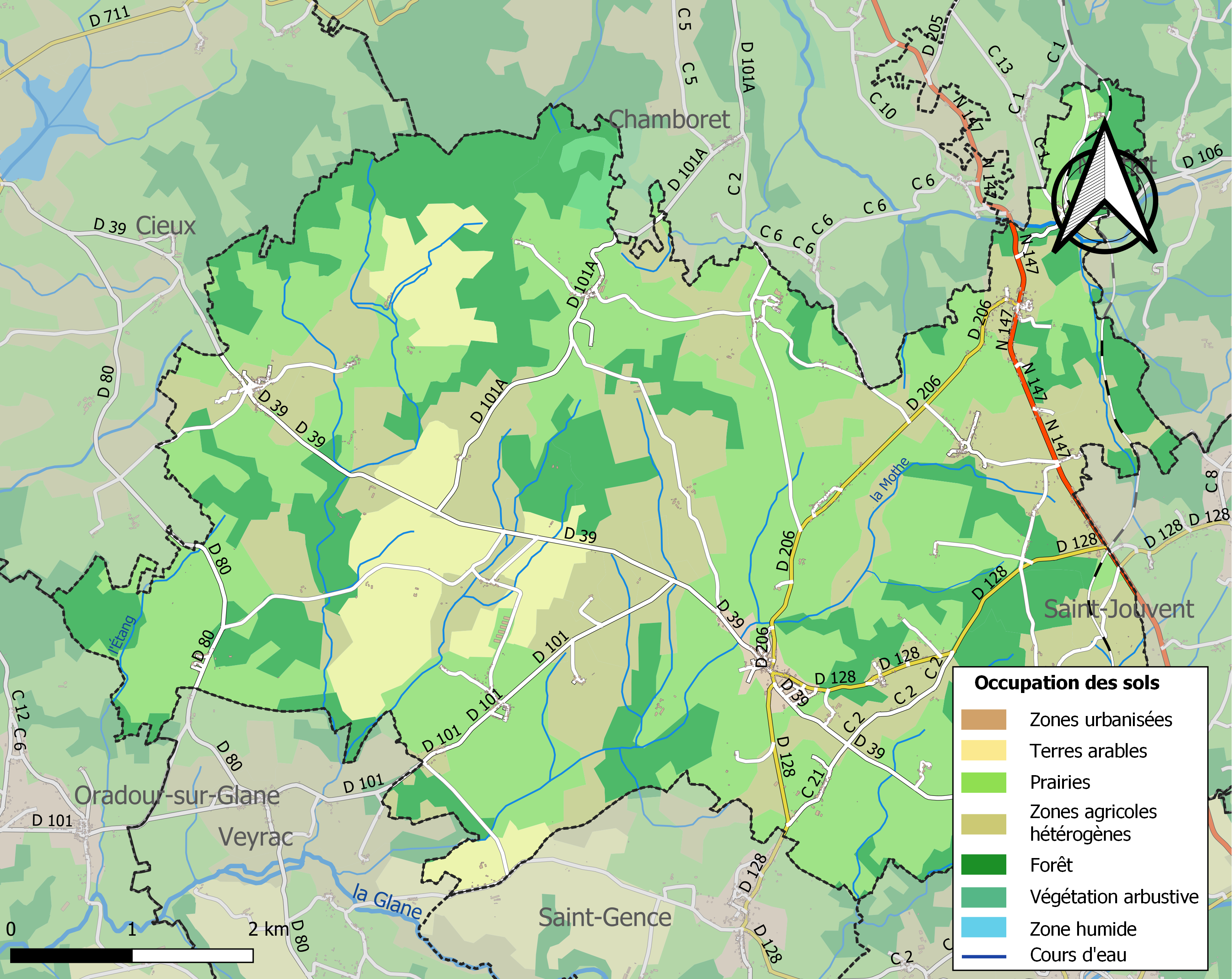
Carte des infrastructures et de l'occupation des sols de la commune en 2018 (CLC).

### Risques majeurs
Le territoire de la commune de Peyrilhac est vulnérable à différents aléas naturels : météorologiques (tempête, orage, neige, grand froid, canicule ou sécheresse) et séisme (sismicité faible). Il est également exposé à un risque particulier : le risque de radon. Un site publié par le BRGM permet d'évaluer simplement et rapidement les risques d'un bien localisé soit par son adresse soit par le numéro de sa parcelle.

#### Risques naturels

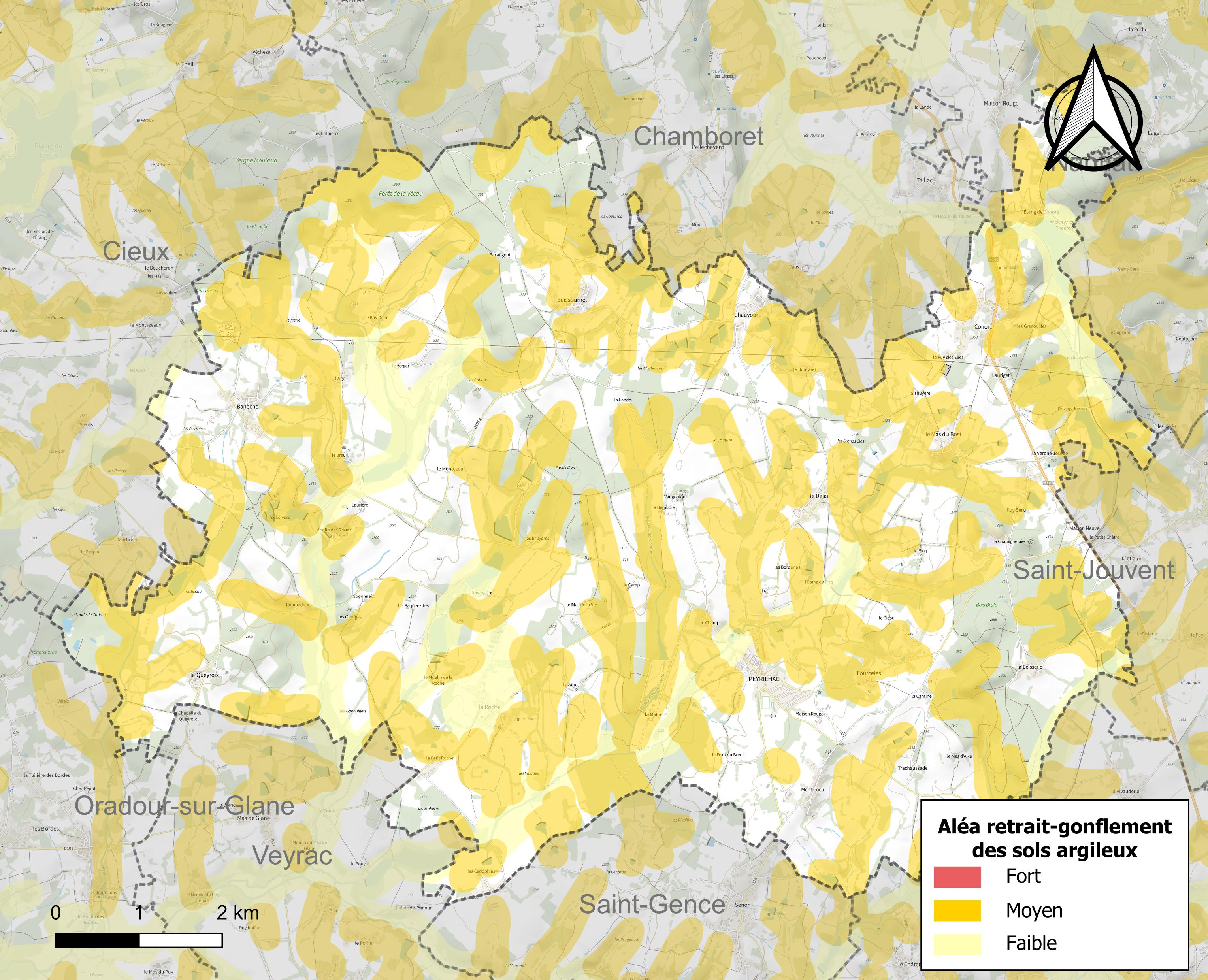
Carte des zones d'aléa retrait-gonflement des sols argileux de Peyrilhac.

Le retrait-gonflement des sols argileux est susceptible d'engendrer des dommages importants aux bâtiments en cas d’alternance de périodes de sécheresse et de pluie. 49,5 % de la superficie communale est en aléa moyen ou fort (27 % au niveau départemental et 48,5 % au niveau national métropolitain). Depuis le 1er octobre 2020, en application de la loi ÉLAN, différentes contraintes s'imposent aux vendeurs, maîtres d'ouvrages ou constructeurs de biens situés dans une zone classée en aléa moyen ou fort,.
La commune a été reconnue en état de catastrophe naturelle au titre des dommages causés par les inondations et coulées de boue survenues en 1982 et 1999 et par des mouvements de terrain en 1999.

#### Risque particulier
Dans plusieurs parties du territoire national, le radon, accumulé dans certains logements ou autres locaux, peut constituer une source significative d’exposition de la population aux rayonnements ionisants. Selon la classification de 2018, la commune de Peyrilhac est classée en zone 3, à savoir zone à potentiel radon significatif.

## Histoire

### Les Hospitaliers
Le village et la paroisse de Conore sont mentionnés en tant que commanderie sur les cartes de Cassini et faisaient partie des membres de la commanderie hospitalière de Limoges (dite aussi du Palais) au sein du grand prieuré d'Auvergne. Cette seigneurie de l'ordre de Saint-Jean de Jérusalem disposait d'un étang (l'étang de Conore) et d'un four banal auquel les habitants de Les Vergnes étaient tenus de moudre leurs grains. Le commandeur percevait des rentes sur ces deux villages ainsi que sur ceux de Lage, Pisègre et Vaugoulour.

### Seconde Guerre mondiale
Le jour même de l’arrestation de Helmut Kämpfe, par le sergent Jean Canou appartenant au maquis de Georges Guingouin entre Guéret et Limoges durant l’après-midi, le lieutenant SS Karl Gerlach, officier d'ordonnance du bataillon de canons d'assaut de la 2e division SS Das Reich qui a reçu l’ordre de préparer les cantonnements à Couzeix avec six hommes répartis dans trois véhicules, décide sur la route de faire cavalier seul, mais se retrouve isolé avec son chauffeur. Comprenant son erreur, Gerlach demande à celui-ci de faire demi-tour. Il est capturé avec son chauffeur par les maquisards entre ce bourg et Peyrilhac. On leur lie les mains dans le dos. Les deux captifs sont remis entre les mains de la 2403e compagnie FTP, au Bois-du-Roi près de Bellac. Le chauffeur est fusillé. Gerlach parvient à s’échapper en atteignant la lisière de la forêt, où il se met à l'abri. Après plusieurs heures de traque, il échappe à ses poursuivants, atteint la voie ferrée Bellac-Limoges et rejoint le colonel SS Sylvester Stadler, à qui il expose les faits au poste de commandement de Limoges,.

## Politique et administration

### Liste des maires
| Période                                  | Période   | Identité           | Étiquette     | Qualité |
| ---------------------------------------- | --------- | ------------------ | ------------- | ------- |
| 1832                                     |           | Dupuy              |               |         |
| 1837                                     |           | Auguste Villard    |               |         |
|                                          |           | Henri Beyrand      |               |         |
| décembre 1951                            | mars 1971 | Vincent Vidaud     |               |         |
| 1971                                     | mars 1977 | André Pichereau    |               | Maire   |
| mars 1977                                | juin 1995 | Marcel Dassonville | PCF puis ADS  |         |
| juin 1995                                | août 2006 | Claude Caullet     | ADS           |         |
| septembre 2006                           | mars 2008 | Roland Debuire     |               |         |
| mars 2008                                | mars 2014 | Didier Rateau      | Apparenté PCF |         |
| mars 2014                                | En cours  | Claude Compain     | PS            |         |
| Les données manquantes sont à compléter. |           |                    |               |         |

### Jumelages
- Larraga (Espagne).

## Démographie
L'évolution du nombre d'habitants est connue à travers les recensements de la population effectués dans la commune depuis 1793. Pour les communes de moins de 10 000 habitants, une enquête de recensement portant sur toute la population est réalisée tous les cinq ans, les populations de référence des années intermédiaires étant quant à elles estimées par interpolation ou extrapolation. Pour la commune, le premier recensement exhaustif entrant dans le cadre du nouveau dispositif a été réalisé en 2006.

En 2022, la commune comptait 1 356 habitants, en évolution de +7,36 % par rapport à 2016 (Haute-Vienne : −0,68 %, France hors Mayotte : +2,11 %).
| 1793  | 1800  | 1806  | 1821  | 1831  | 1836  | 1841  | 1846  | 1851  |
| ----- | ----- | ----- | ----- | ----- | ----- | ----- | ----- | ----- |
| 1 074 | 1 088 | 1 052 | 1 396 | 1 466 | 1 552 | 1 541 | 1 658 | 1 590 |

| 1856  | 1861  | 1866  | 1872  | 1876  | 1881  | 1886  | 1891  | 1896  |
| ----- | ----- | ----- | ----- | ----- | ----- | ----- | ----- | ----- |
| 1 717 | 1 630 | 1 742 | 1 672 | 1 679 | 1 804 | 1 786 | 1 843 | 1 878 |

| 1901  | 1906  | 1911  | 1921  | 1926  | 1931  | 1936  | 1946  | 1954  |
| ----- | ----- | ----- | ----- | ----- | ----- | ----- | ----- | ----- |
| 1 890 | 1 928 | 1 934 | 1 843 | 1 664 | 1 477 | 1 499 | 1 378 | 1 238 |

| 1962  | 1968  | 1975 | 1982  | 1990  | 1999  | 2006  | 2011  | 2016  |
| ----- | ----- | ---- | ----- | ----- | ----- | ----- | ----- | ----- |
| 1 131 | 1 111 | 913  | 1 098 | 1 067 | 1 069 | 1 157 | 1 218 | 1 263 |

| 2021  | 2022  | - | - | - | - | - | - | - |
| ----- | ----- | - | - | - | - | - | - | - |
| 1 331 | 1 356 | - | - | - | - | - | - | - |

## Culture locale et patrimoine

### Lieux et monuments
sur la base Mérimée

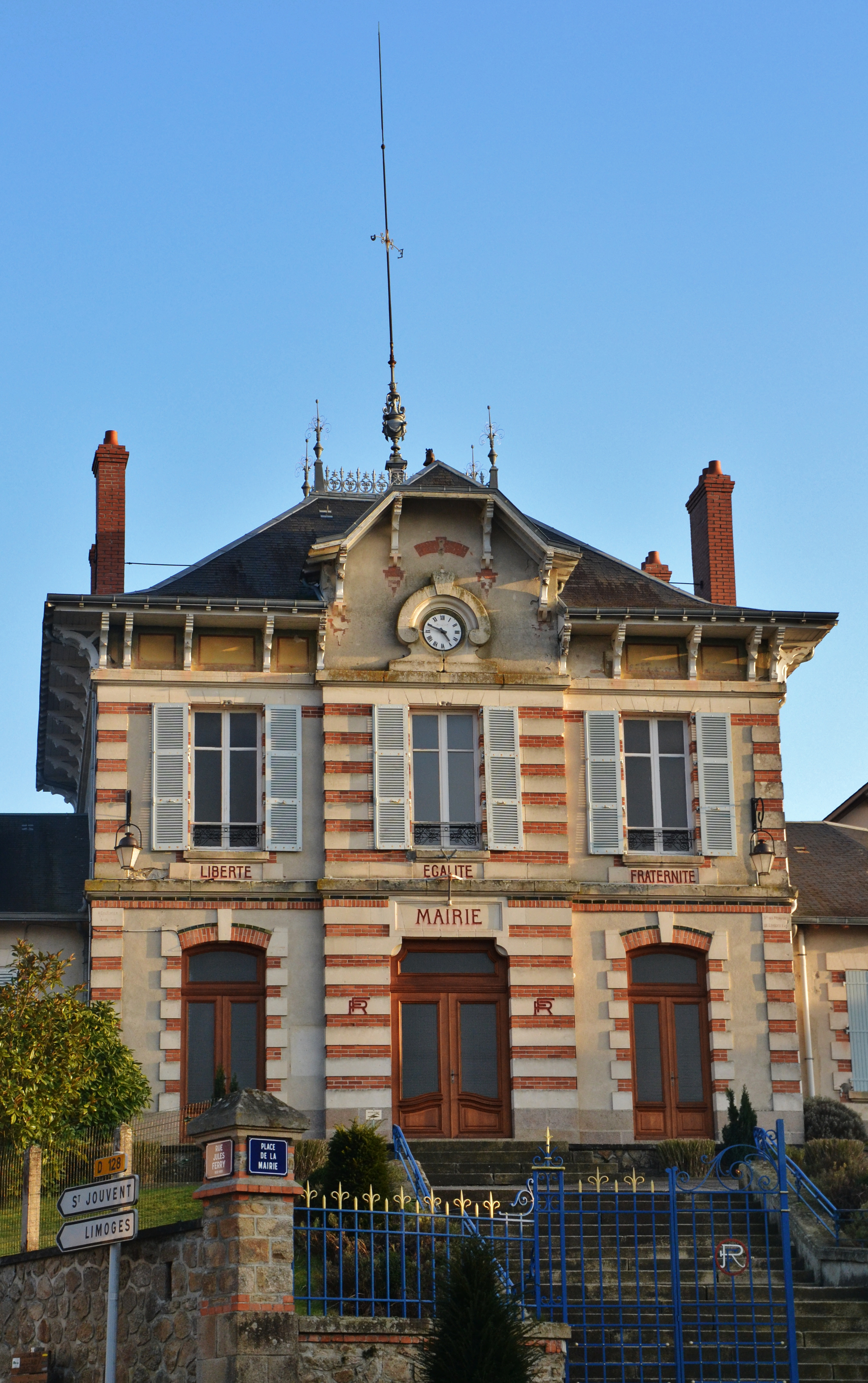
Façade de la mairie.

- Château de Trachaussade (XVIIe siècle)
- Auberge de Conore (XVIIIe siècle)
- Château de Queyroix (XVIIe siècle)
- Château de la Mothe (XIVe siècle)
- Château du Breuil (XVIIe siècle)
- Église Saint-Léger de Peyrilhac (XIIIe siècle). Elle est inscrite à l'Inventaire général du patrimoine culturel[31].
- Église de la-Décollation-de-Saint-Jean-Baptiste de Peyrilhac. Elle est inscrite à l'Inventaire général du patrimoine culturel[32].
- Halle (XVIIIe siècle)

### Personnalités liées à la commune
- Martial Bardet de Maison-Rouge, général de division français. Né le 22 mai 1764 à  Maison-Rouge, à Peyrilhac et décédé le 3 mai 1837 au même endroit.
- Paul Gavarni (1804-1866), graveur et aquarelliste français ayant possédé le château de Trachaussade.
- Vincent Vidaud, maire de la commune de décembre 1951 à mars 1971.
- Marcel Dassonville, maire de la commune de mars 1977 à juin 1995. Né le 14 août 1919 à Flavignac (Haute-Vienne) et décédé le 19 mai 2012 à Limoges (Haute-Vienne), il fut aussi conseiller municipal et adjoint au maire de 1951 à 1977.

## Pour approfondir